# Reserva natural Miraflor
La Reserva Natural Miraflor es un área destinado a la conservación de los recursos naturales en la ciudad de Estelí, Nicaragua. Tiene un área protegida de 29.282,16 Ha con una extensión de 17.413,80 ha y superficie de 46.695,86 ha.
Está ubicada en la jurisdicción de la Ciudad de Estelí, a 1450 m s. n. m. con 206 km², cuenta con diversidad de variedades de flora y fauna. Está dividida en diferentes zonas: Está dividida en diferentes zonas: bosque tropical seco, bosque de praderas naturales (Mesa de Moropotente) y latifoliadas de nebliselva y la zona de amortiguamiento. La comunidad de Miraflor está constituida por cuarenta y dos comunidades y fincas que se han establecido en diferentes partes de la zona. La actividad económica es la agricultura, ganadería y el ecoturismo. La producción de café desempeña un papel importante, considerado el producto ecológico de mayor importancia, su cuido es orgánico y de excelente calidad.

## Recursos naturales

### Fauna
La vegetación proporciona el espacio propicio para el desarrollo y hábitat de mamíferos, felinos, aves. Las especies de aves predominantes en la reserva son los Togones o cobas de la familia Trogonidae, especialmente tienen presencia los machos. Por la posición en la que se posan sobre los árboles es muy complejo poder avistarlos, ya que se posicionan en las ramas sin moverse o cantar, con la cola vertical hacia abajo. Las especies de esta familia más avistados son: Trogon violaceus, Trogon collaris, Trogon elegans, y el Quetzal (Pharomachrus mocinno).

### Flora
Del 10% de exploración del territorio perteneciente a la reserva se han inventariado 150 especies de orquídeas. La reserva cuenta con Orquidearios con diferentes objetivos entre ellos los de la protección y rescate de las especies identificadas y en peligro de extinción. Estas orquídeas crecen en diferentes ambientes. Son más conocidas las que crecen sobre los árboles, piedras y directamente sobre el suelo. Las más comunes son las del género de las Sacoila, Aulosepalum, Bletia, Ponthieva y Govenia, desarrollándose en el bosque ripario y seco de la zona. 

## Sitios turísticos
Laguna de Miraflor: Este cuerpo de agua ubicado naturalmente a 1380 m s. n. m., se encuentra rodeado de bosque de nebliselva con abundancia de bromelias, orquídeas y aves. Algunas veces se puede ver a monos congo. La laguna está ligada a hermosas leyendas locales, que la han convertido en todo un misterio, acompañados estos cuentos por los ocasionales retumbos en el interior.
Cuevas de Apaguis: Ubicadas a 300 m de la carretera Estelí-Sontule. Son cuevas que excavaron artesanalmente los indígenas de la región para extraer jaspe que utilizaban para la fabricación de herramientas. Las cuevas están rodeadas de bosque de roble asociado con pinos. Este territorio está ubicado en una zona que brinda una buena vista de la ciudad de Estelí y comunidades cercanas. Cuentan los pobladores las historias de duendes que habitan en las cuevas.
La Chorrera: Salto temporal de agua con 609 m de altura, tiene bosque de galería con poca intervención, la zona es de difícil acceso. Esta es el área preferida para el parir de los pumas, además de que se pueden observar especies de aves como la coba roja (Trogon collaris) y otras especies de animales. Los diferentes saltos de poca altura contemplan la posibilidad de escalamiento.
La Montañuela: Es un bosque abierto en la garganta de la comunidad de la Pita, su principal actividad son las plantaciones de café. Se pueden observar preferiblemente las especies de coba amarilla (Trogon violaceus) y el cenzontle garganta blanca (Turdus assimilis), se han establecido caminos internos para observar las elevaciones rocosas donde se han formado túneles de difícil acceso.
Otros sitios de interés turístico: La Reserva está organizada en diferentes áreas para la exploración turística, tales como: Cerro el Pindo (Mosaico de bosques, potreros, áreas agrícolas y casas), sitios arqueológicos, bosque de los Volcancitos (bosque maduro de nebliselva hábitat del quetzal y monos congos), bosque de la Naranja y el Tayacàn son nebliselvas con familias de congos, reptiles, anfibios como la ranita verde (Agalychnis callidryas) y abundantes pájaro ranchero (Procnias tricarunculata). Mesas de Moropotente con bosques de pradera, miradores con diversidad de orquídeas, bromelias, aves, mamíferos y felinos. Miradores. Bosques de Galerías que nacen en las diversas quebradas, orquidearios y  robledales.

## Declaración de Reserva Natural
El 7 de septiembre de 1999 el Gobierno de Nicaragua declaró a Miraflor como reserva natural. La resolución ministerial N.º. 017-99 fue publicada el La Gaceta Diario Oficial de la República el 24 de noviembre de ese mismo año. La resolución introdujo a la nueva reserva como parte del Sistema Nacional de Áreas Protegidas (SINAP).